# Jean Journot
Pour les articles homonymes, voir Journot.
(Albert) Jean Journot (en occitan Joan Jornòt; Pelussin, 16 mai 1915 - Nîmes, 12 mai 1997) est un écrivain et linguiste occitan.

## Biographie
Il a exercé comme professeur au collège Mont Duplan à Nîmes et a participé très activement au développement de l'occitan et de l'occitanisme dans la région nîmoise. Il a travaillé à des éditions en graphie classique d'auteurs comme Antoine Bigot et à des traductions en fran̠çais de Loís Beaulard.
Il a été secrétaire géneral du Centre Dramatic Occitan de Nîmes.
Sa production est très abondante et couvre tous les genres depuis le théâtre jusqu'à des œuvres de grammaire.

## Œuvres

### Nouvelles
- Vielhum (1974)
- L'Eretatge (1974)
- Jòs Randal, Provence au présent (1978)
- Novèlas de Passat-Temps e de uei (1992)

### Théâtre
- La Caritat, la pausa café: in 5 peçòtas per passa-temps.
- L'Arrestament d'Espelufe, pèça radiofonica (1972)

### Langue
- Gramatica Occitana elementària (1962)
- Elements de Gramatica Occitana (1967)
- Petite Grammaire Occitane (1993)
- Les Mots Occitans (1995)